# Ersättningsrätt
Ersättningsrätt är en gemensam klassificering för de rättsområden som reglerar ramarna för utomobligatoriskt skadestånd (skadeståndsrätt) och försäkringar (försäkringsrätt).